# Хомутовка (Тёпло-Огарёвский район)
Хомутовка — деревня в Тёпло-Огарёвском районе Тульской области России.
В рамках административно-территориального устройства входит в Горьковский сельский округ Тёпло-Огарёвского района, в рамках организации местного самоуправления включается в Нарышкинское сельское поселение.

## География
Расположена у северной границы райцентра, посёлка городского типа Тёплое, в 62 км к югу от областного центра, г. Тулы.
На северо-западе примыкает к деревне Марьино.

## Население
| 2002 | 2010 |
| ---- | ---- |
| 93   | ↗117 |